# Schwarzensee und Kolbenmoos
Schwarzensee und Kolbenmoos este o arie protejată (sit de importanță comunitară — SCI, arie de protecție specială avifaunistică — SPA) din Germania întinsă pe o suprafață de 55,72 ha, integral pe uscat.

## Localizare
Centrul sitului Schwarzensee und Kolbenmoos este situat la coordonatele 47°40′17″N 9°49′48″E / 47.6714°N 9.83°E.

## Înființare
Situl Schwarzensee und Kolbenmoos a fost declarat arie de protecție specială avifaunistică în noiembrie 2007 pentru a proteja 11 specii de animale. Situl a fost protejat și ca sit de importanță comunitară în noiembrie 2007.

## Biodiversitate
Situată în ecoregiunea continentală, aria protejată nu include niciun habitat protejat.
La baza desemnării sitului se află mai multe specii protejate de  păsări (11): lăcar mare (Acrocephalus arundinaceus), rață mică (Anas crecca crecca), rață-cu-cap-castaniu (Aythya ferina), erete de stuf (Circus aeruginosus), Ixobrychus minutus minutus, Porzana parva parva, cresteț pestriț (Porzana porzana), Rallus aquaticus aquaticus, mărăcinar (Saxicola rubetra), Tachybaptus ruficollis ruficollis, nagâț (Vanellus vanellus)